# Karl-Heinz Janzen
Karl-Heinz Janzen (* 23. Januar 1926 in Dortmund; † 12. März 2016) war ein deutscher Gewerkschaftsfunktionär. In seiner höchsten Position war er zweiter Vorsitzender der IG Metall.

## Leben und Wirken
Janzen wurde 1926 als Sohn des Maschinenschlossers Bernhard Janzen und seiner Frau Anna, geborene Lauxtermann, in Dortmund geboren. Nach dem Abitur absolvierte er sowohl eine Lehre zum Modellschreiner als auch eine REFA-Schulung. Danach war er von 1949 bis 1957 als Modellschreiner bei der Firma L. & C. Steinmüller in Gummersbach, die ihn vor seinem REFA-Jahr von 1946 bis 1948 ausgebildet hatte, angestellt. 1949 trat er auch in die IG Metall ein. Über seine Tätigkeit als Vertrauensmann ab 1950 entwickelte er sein politisches Engagement, das 1957 in den Eintritt in die SPD mündete.
Zeitgleich wechselte er aus seinem erlernten Beruf in einen neuen Arbeitsbereich, und zwar in der Verwaltung der IG Metall, wo er kurz darauf die Funktion eines Sekretärs ausübte. Dann übernahm er 1963 die Aufgaben des Ersten Bevollmächtigten der Geschäftsstelle Gummersbach. Ein Jahr lang war er ehrenamtliches Mitglied des IG-Metall-Vorstandes. Zum geschäftsführenden Vorstandsmitglied wurde er 1972 gewählt. Damit war ein Umzug nach Frankfurt am Main verbunden. Er wohnte im Stadtteil Niederrad.
Mitte der 1970er Jahre saß er auch im Verwaltungsrat der Bundesanstalt für Arbeit.
In den späten 1970er Jahren hatte er vor allem mit dem Thema Aussperrung, der von ihm als illegitim angesehenen Gegenmaßnahme der Arbeitgeber bei Streiks, zu tun. Dagegen waren seine Hauptanliegen in den 1980er Jahren die Humanisierung der Arbeitswelt und die Bewältigung der aus technologischen Innovationen resultierenden Folgen wie drohender Arbeitsplatzverlust durch Rationalisierung. Es gelang ihm, den Stellenwert der Sozialpolitik in der innergewerkschaftlichen Diskussion anzuheben. Zu Siegmar Mosdorfs Buch Die sozialpolitische Herausforderung schrieb er das Vorwort. Zur Verschärfung der Situation trug der Regierungswechsel 1982 bei, denn die Sozialpolitik der Bundesregierung Helmut Kohl gab ihm Anlass, von „sozialpolitischem Vandalismus“, gegen den vorzugehen sei, zu sprechen. Des Weiteren war ihm die einheitliche Krankenversicherung ein wichtiges Anliegen.
Im September 1986 wurde Janzen für das Amt des zweiten IG-Metall-Vorsitzenden nominiert und auf dem Bundeskongress der Gewerkschaft im folgenden Monat – mit einem allerdings unerwartet schlechten Ergebnis – in diese Position gewählt. Seine Amtszeit betrug lediglich drei Jahre, denn vor dem Berliner Kongress der IG Metall im Oktober 1989 verzichtete er aus Altersgründen auf eine erneute Kandidatur. Sein Nachfolger als zweiter Vorsitzender wurde der Tarifexperte Klaus Zwickel. Bis zu diesem Jahr hatte es sechs überarbeitete Auflagen seines Leitfadens Die Einigungsstelle nach dem Betriebsverfassungsgesetz, der erstmals 1973 erschien, gegeben. Janzen betätigte sich nach seiner Pensionierung noch als Vorsitzender des Mitgliederausschlussgremiums.
Der 2015 in seine oberbergische Heimat nach Schnellenbach zurückgekehrte Karl-Heinz-Janzen starb am 12. März 2016.